# Ministero della cultura popolare
Il Ministero della cultura popolare era un ministero del governo italiano con compiti riguardanti la cultura popolare e l'organizzazione della propaganda fascista.
Sin dall'epoca fu anche noto con l'abbreviazione di MinCulPop, tuttora usata anche in senso ironico o dispregiativo.

## Cronologia
L'antesignano del ministero può essere considerato l'Ufficio stampa della Presidenza del Consiglio, istituito nel 1922 con il compito di diffondere i comunicati ufficiali del governo Mussolini.
Nel 1925 venne rinominato Ufficio stampa del Capo del governo.
Con r.d. 6 settembre 1934, n. 1434, il predetto ufficio fu trasformato in Sottosegretariato di Stato per la stampa e la propaganda, composto di tre direzioni generali: stampa italiana; stampa estera; propaganda. Con r.d. 18 sett. 1934, n. 1565, fu istituita una quarta direzione generale per la cinematografia. Il nuovo sottosegretariato, con r.d.l. 21 nov. 1934, n. 1851, assunse altresì le competenze del commissariato per il turismo, per l'occasione trasformato in direzione generale.
Con r.d. 24 giu. 1935, n. 1009, il sottosegretariato divenne Ministero per la stampa e la propaganda. Con r.d.l. 24 sett. 1936, n. 1834 fu introdotta una nuova direzione generale, quella per lo spettacolo, e furono posti alle dirette dipendenze del ministero diversi enti e istituti, in particolare:
- l'Istituto Luce
- l'Ente nazionale per le industrie turistiche (ENIT);
- l'Istituto nazionale del dramma antico (INDA);
- la Discoteca di Stato;
- gli enti provinciali per il turismo;
- il comitato per il credito alberghiero.

Con r.d. 27 maggio 1937, n. 752, il ministero assunse la denominazione di Ministero per la cultura popolare.
Il primo titolare del dicastero fu Dino Alfieri. Nel 1939 Alfieri fu nominato ambasciatore d'Italia in Germania e il nuovo ministro della cultura popolare fu Alessandro Pavolini. Nel febbraio 1943 al posto di Pavolini fu nominato ministro Gaetano Polverelli.
Nel 1943, dopo la caduta del fascismo e la costituzione della Repubblica Sociale Italiana (RSI), quest'ultima ebbe un proprio Ministero della cultura popolare con sede a Salò, la cui titolarità fu assegnata a Ferdinando Mezzasoma.
Con d.lgt. 3 luglio 1944, n. 163 (governo Bonomi II), il ministero fu soppresso e ad esso subentrò un Sottosegretariato per la stampa e le informazioni alle dipendenze della Presidenza del Consiglio, il quale, con d.lgt. 12 dicembre 1944, n. 407, venne modificato in Sottosegretariato per la stampa, lo spettacolo e il turismo, a sua volta soppresso con d. lgt. 5 luglio 1945, n. 416.
Il ministero aveva l'incarico di controllare ogni pubblicazione, sequestrando tutti quei documenti ritenuti pericolosi o contrari al regime e diffondendo i cosiddetti ordini di stampa (o veline) con i quali s'impartivano precise disposizioni circa il contenuto degli articoli, l'importanza dei titoli e la loro grandezza. Più in generale, il ministero si occupava della propaganda, quindi non solo del controllo della stampa. Altro compito importante fu quello della promozione del cinema di propaganda fascista.
Analogamente, nel 1933, nella Germania nazista fu fondato il Ministero della propaganda, affidato a Joseph Goebbels. Tale decisione diede la spinta al regime fascista di accentrare più competenze in un unico dicastero.

## L'Ufficio stampa del Capo del governo (1922-1934)
L'Ufficio stampa del Capo del governo fu istituito nel 1922 e aveva il compito di diffondere i comunicati ufficiali. Il 9 agosto 1923, con lo scopo di consolidare il suo potere appena acquisito, Mussolini lo pose sotto la sua diretta autorità e gli affidò il compito di combattere la propaganda antifascista, fornendo ai giornali la versione ufficiale degli eventi, e di passare in rassegna quotidiani italiani ed esteri al fine di raccoglierne informazioni e giudizi. Mussolini aveva, così, trasformato l'Ufficio stampa da agenzia incaricata di comunicati ufficiali in agenzia di notizie e rassegna, ampliandone le funzioni.
Tra il 1922 e il 1933, si succedettero alla guida dell'Ufficio stampa del Capo del governo:
- Cesare Rossi (fino al giugno 1924);
- Maffio Maffii (giugno 1924 - gennaio 1925);
- Emilio Severini (febbraio 1925 - aprile 1925);
- Giovanni Capasso Torre di Caprara delle Pastene (aprile 1925 - settembre 1928);
- Lando Ferretti (1928-1931);
- Gaetano Polverelli (1931 - agosto 1933);
- Galeazzo Ciano (agosto 1933 - 5 settembre 1934).

### 1926: la propagandadi integrazione
Fino al 1926, la politica culturale del regime era stata indirizzata soprattutto al controllo dell'alta cultura e degli intellettuali, attraverso la creazione di nuovi istituti culturali o la fascistizzazione di quelli già esistenti. A partire da tale anno, invece, Mussolini maturò la convinzione che la politica culturale non fosse soltanto un mezzo per controllare gli intellettuali e sottomettere l'opposizione antifascista, ma poteva anche essere utilizzata dal regime per radicarsi nella vita culturale del Paese e per modellare la coscienza morale e sociale degli italiani, per attuare, in sostanza, quello che fu lo scopo fondamentale della politica culturale del regime negli anni 1930, cioè “andare verso il popolo”. La creazione di un ponte tra cultura fascista e masse avrebbe consentito a Mussolini di ottenere una vasta base di consenso popolare, grazie alla quale il suo regime e la sua leadership avrebbero avuto maggiore durata.
Per attuare questa nuova idea di politica culturale, nel 1926, il regime passò dalla propaganda di agitazione, un tipo di propaganda sovversiva che era stata usata tra il 1919 e il 1922 e tra il 1924 e il 1926, che aveva lo scopo di suscitare sentimenti di odio e frustrazione al fine di scatenare la violenza e la ribellione, alla propaganda di integrazione. Quest'ultima era un tipo di propaganda che agiva indirettamente, influenzando i costumi, le abitudini e i comportamenti al fine di condizionare la maggioranza della popolazione e ottenere l'accettazione totale di un dato modello di comportamento. L'attuazione della propaganda di integrazione fu possibile grazie al significativo ampliamento delle funzioni che interessò l'Ufficio stampa del Capo del governo a partire dal 1926.
L'ampliamento dell'Ufficio stampa ebbe dunque inizio nel 1926, quando Mussolini pose l'Ufficio stampa del Ministero degli esteri sotto la direzione di Capasso Torre, capo dell'Ufficio stampa dal 1924. L'Ufficio stampa del Ministero degli esteri divenne, dunque, una sezione dell'Ufficio stampa del Capo del governo, il quale così appariva suddiviso in due sezioni interne:
- La sezione per la stampa italiana: questa sezione aveva sede al Viminale, lavorava a stretto contatto con il Ministero dell'interno; i suoi addetti erano un numero molto ristretto di giornalisti e letterati. I suoi compiti principali erano:
  - la lettura di tutti i principali quotidiani e periodici pubblicati nel paese;
  - la distribuzione ai giornalisti di materiali di diversa natura, come fotografie o disposizioni sul trattamento di particolari notizie;
  - i richiami ai direttori di giornali che pubblicavano notizie non autorizzate;
  - la distribuzione ai giornali di sussidi finanziari sotto forma di pagamenti segreti al fine di influenzarli e renderli dipendenti dal regime.
- La sezione per la stampa estera: questa sezione aveva sede a Palazzo Chigi, sede del Ministero degli esteri; i suoi addetti erano in numero più ampio rispetto alla sezione per la stampa italiana. I suoi compiti erano:
  - la raccolta di articoli che riguardavano l'Italia;
  - il coordinamento delle notizie di politica estera;
  - la distribuzione al Ministero degli esteri delle risposte da dare ai quesiti posti da giornalisti stranieri.

Sotto la guida di Lando Ferretti, direttore dell'Ufficio stampa dal settembre 1928, si ebbe una modernizzazione dell'ufficio attraverso l'elevazione, nel 1929, delle sezioni per la stampa italiana e estera in Direzioni generali. Agli inizi degli anni '30, inoltre, la Direzione generale per la stampa italiana sottrasse al Ministero dell'interno il compito di sequestro e soppressione dei giornali.
Un tentativo di ampliamento delle funzioni dell'Ufficio stampa si ebbe a partire dall'aprile 1933, quando Gaetano Polverelli, direttore dell'Ufficio stampa dal 1931, assunse due giovani giornalisti, Gastone Silvano Spinetti e Annibale Scicluna Sorge, e affidò loro il compito di dare un'organizzazione più sistematica e compatta alla funzione di gestione della propaganda interna da parte dell'Ufficio stampa. Spinetti, dunque, presentò a Polverelli un progetto per la creazione di una Sezione propaganda all'interno dell'ufficio. Questa nuova Sezione propaganda, come affermava Spinetti nel documento riprendendo le parole di Polverelli di qualche mese prima, doveva avere il compito di “raccogliere, elaborare e diffondere scritti e pubblicazioni riguardanti la romanità, l'italianità e il regime”. La Sezione propaganda ideata da Spinetti rimase, tuttavia, in uno stato progettuale: in una lettera inviata alla rivista Storia Contemporanea, lo stesso Spinetti affermò che la Sezione propaganda era un semplice ufficio in cui lavoravano due persone che “distribuivano fotografie ed altro materiale ai quotidiani”.

#### I temi
La propaganda di integrazione, diffusa e elaborata attraverso l'attività di censura e rassegna dell'Ufficio stampa negli anni '20 e agli inizi degli anni '30, si basava su due temi di carattere generale:
- il mito del duce, cioè la costruzione di un'immagine popolare di Mussolini;
- l'idea della Nuova Italia, cioè la costruzione di un'immagine idealizzata di un'Italia stabile, ben ordinata e vigorosa in cui la società conduceva una vita sobria e moralistica, incarnando gli ideali e i valori fascisti e rifiutando i valori dell'Italia prefascista con il suo liberalismo borghese.

Nella costruzione del mito del duce, l'Ufficio stampa si occupò di costruire da un lato l'immagine di un uomo dalle qualità superiori rispetto alla norma, dall'altro cercò di dimostrare che il duce era vicino alla vita delle masse e ai valori della vita rurale.
La costruzione dell'immagine di Mussolini come quella di un uomo le cui qualità erano quasi irreali, la cui autorità era assoluta e che fosse simbolo di vigore e virilità, fu ottenuta dall'Ufficio stampa tramite:
- la disposizione ai giornali di omettere notizie su eventuali malattie del duce, sul suo compleanno (per l'avanzare degli anni), sulla sua vita privata;
- la direttiva ai giornali con la quale si avvertiva che Mussolini non era solo il capo del governo ma il duce;
- la disposizione per la quale tutti i discorsi di Mussolini dovevano essere pubblicati in prima pagina;
- il divieto ai giornalisti di elogiare altri esponenti politici al di fuori di Mussolini o del re;
- la diffusione di notizie sulle imprese sportive del duce, sulla sua bravura come atleta e di fotografie che ritraevano Mussolini mentre cavalcava, nuotava, dirigeva manovre militari;
- la creazione dell'immagine di Mussolini come un uomo vicino alla vita delle masse soprattutto attraverso la pubblicazione di fotografie in cui il duce era in abito da lavoro tra i contadini, oppure guidava un trattore, o manovrava una fiamma ossidrica.

La costruzione dell'idea della Nuova Italia fu ottenuta dall'Ufficio stampa tramite:
- la promozione dell'abolizione del tradizionale modo di celebrare il Capodanno e dell'uso degli alberi di Natale perché queste erano viste come usanze proprie dell'antiquata società borghese;
- la campagna contro la cronaca nera che faceva parte della più generale campagna per eliminazione dai giornali di tutte quelle notizie che potessero dare l'impressione che il fascismo non avesse il pieno controllo sulla vita nazionale e aveva lo scopo di far credere agli italiani che il fascismo avesse creato una società stabile e ordinata. La campagna contro la cronaca nera fu attuata dall'Ufficio stampa attraverso la disposizione di Capasso Torre ai giornali di non usare frasi a effetto e fotografie e di non pubblicare articoli che si riferissero a episodi di cronaca nera come epidemie, delitti passionali, suicidi: fu perseguita dal regime per oltre un decennio.
- Il rafforzamento della famiglia tradizionale e del valore della maternità come simboli di stabilità sociale, con il divieto di pubblicare immagini di donne seminude e di eccessiva magrezza, l'eliminazione dei concorsi di bellezza e l'assegnazione di premi alle famiglie più numerose.[9] Il regime tentava, così, di imporre agli italiani una visione tradizionale del ruolo della donna, la quale doveva restare legata ai suoi doveri di moglie e madre.

È significativo osservare che la costruzione dell'idea della Nuova Italia si basava sul valore negativo attribuito dal regime al liberalismo borghese dell'Italia prefascista. I valori liberali e borghesi, infatti, erano visti come sintomi di una società corrotta e decadente e venivano presentati alle masse come antiquati e ormai superati, al fine di convincerle che la società ordinata e stabile della Nuova Italia dovesse rifiutarli totalmente.
Un aspetto molto importante della propaganda di integrazione è quello che, nella costruzione del mito del duce e dell'idea di Nuova Italia, l'Ufficio stampa dovette sempre mediare tra novità e tradizione, ottenendo così una propaganda che da un lato presentava i temi del nuovo e della modernizzazione sociale e morale portata dal fascismo, mentre dall'altro restava legata ai valori tradizionali del mondo agricolo e rurale, poiché essi erano i valori di base della maggioranza degli italiani.

### La riorganizzazione (1933-1934)
All'inizio degli anni '30 emergeva nel regime la necessità di porre il controllo sistematico di propaganda e cultura nelle mani di una struttura unitaria che, per mezzo di questo controllo, permettesse di unificare i due settori con lo scopo di dare alla propaganda una funzione culturale, cioè di utilizzare la propaganda per rendere la politica culturale fascista una realtà concreta per le masse, creando un ponte tra cultura fascista e la maggioranza degli italiani. Proposte per la creazione di un unico organismo che esercitasse il controllo allo stesso tempo su propaganda e cultura erano apparse nella rivista Critica fascista in cui, nel 1933, si suggeriva la creazione di un Ministero per la propaganda che si ispirasse all'analogo dicastero della Germania nazista guidato da Joseph Goebbels.
In seguito a questo dibattito, emergeva che l'Ufficio stampa del Capo del governo non fosse più adeguato alle ambizioni culturali del regime, poiché aveva definito i criteri generali della propaganda ma non si era interessato alla cultura e ai problemi culturali, non aveva cioè utilizzato gli strumenti e le tecniche della propaganda per rendere i valori fascisti una realtà concreta per le masse.
A cercare di eliminare l'inadeguatezza dell'Ufficio stampa fu Galeazzo Ciano, genero di Mussolini, nominato direttore dell'Ufficio nell'agosto 1933. Ciano, infatti, tra l'agosto 1933 e il settembre 1934, attuò una riorganizzazione dell'Ufficio stampa con lo scopo di allargare le sue funzioni e di avvicinare la sua attività ai problemi culturali e alla cultura. La riorganizzazione dell'Ufficio stampa da parte di Ciano era spinta anche dalla sua ambizione personale e dalla sua volontà di accrescere il proprio prestigio all'interno del regime e fu attuata tramite:
- l'estensione dei controlli e della supervisione sulla stampa con:
  - l'assegnazione, nel 1934, di addetti stampa ai prefetti di Roma, Firenze, Milano, Torino, Bologna, Napoli e Palermo, al fine di rendere più efficace la distribuzione e la raccolta delle informazioni nelle relative sette città e province;
  - l'incremento dei sussidi a giornali o a singoli giornalisti;
- l'interesse per i mezzi di comunicazione di massa tramite:
  - l'avvio di studi preliminari sulla radio e sul cinema e il progetto della creazione di una sezione dell'ufficio e essi dedicata;[nota 3]
- la centralizzazione nelle mani dell'Ufficio stampa della gestione della propaganda all'estero, affidata fino a quel momento al Ministero degli esteri, trasferendo all'ufficio stesso i fondi necessari per la creazione di una Sezione propaganda che fosse una sezione estera dell'Ufficio stampa, vale a dire un ufficio per la propaganda all'estero interno all'Ufficio stampa stesso.[11]

La Sezione propaganda, che si occupava dell'organizzazione della propaganda all'estero del regime, divenne operativa a partire dall'aprile 1934; i suoi uffici si trovavano a Palazzo Chigi, sede del Ministero degli esteri. Un passo basilare per la sua creazione fu l'accettazione da parte del Ministero degli esteri di cedere al nuovo ente, esterno al ministero stesso, il compito di organizzare la propaganda all'estero. Il documento con il quale il Ministero degli esteri ammise di dover cedere parte delle sue attività a un altro ente è l'Appunto sulla propaganda, nel quale si esprime la posizione del ministero di fronte alla notizia del progetto della creazione di un ufficio per la propaganda all'estero. Nel documento, pur riconoscendo che il nuovo organismo avrebbe assorbito parte delle attività del ministero, il gabinetto del Ministero degli esteri ribadiva l'impossibilità di tenere nettamente separate politica estera e propaganda all'estero e, per questo, stabiliva che la nuova Sezione propaganda e il ministero stesso dovessero mantenere stretti rapporti ed essere informati ognuno sulle attività dell'altro.

## Il Sottosegretariato per la stampa e la propaganda (1934-1935)
Il 6 settembre 1934 Mussolini abolì l'Ufficio stampa del Capo del governo e lo sostituì con il Sottosegretariato per la stampa e la propaganda cui pose a capo Galeazzo Ciano, al quale concesse la piena autorità di emanare decreti e prendere decisioni sulle questioni riguardanti la stampa e la propaganda.
Il Sottosegretariato per la stampa e la propaganda costituiva la totale riorganizzazione dell'Ufficio stampa al fine di renderlo più adeguato alle nuove ambizioni della politica culturale fascista. Esso, infatti, rappresentava un passo avanti nell'unificazione di propaganda e cultura nelle mani di una struttura unitaria, unificazione che era emersa alla fine degli anni '20 come necessità fondamentale della politica culturale fascista.
La presenza nella denominazione della parola propaganda dimostrava la volontà del regime di dare un'organizzazione più sistematica alla diffusione del fascismo sia in Italia sia all'estero, mentre il persistere nella denominazione della parola stampa mostrava come si pensasse ancora che i giornali costituissero i principali strumenti di propaganda politico-culturale dello Stato.
L'istituzione del Sottosegretariato per la stampa e la propaganda fu influenzata dal Ministero per la propaganda creato da Joseph Goebbels in Germania. Nel 1933, infatti, lo stesso Goebbels si era recato a Roma e aveva visitato le principali istituzioni culturali fasciste e incontrato Mussolini e Ciano. Nel 1934, inoltre, Ciano aveva avviato uno studio sul ministero creato da Goebbels allo scopo di servirsene per introdurre cambiamenti notevoli nell'Ufficio stampa.
Alla data della sua creazione (6 settembre 1934) il Sottosegretariato per la stampa e la propaganda comprendeva le seguenti direzioni generali:
- la Direzione generale per la stampa italiana: creata già nel 1929 all'interno dell'Ufficio stampa con l'elevazione a Direzione generale della sezione per la stampa italiana, la quale si occupava di fornire le direttive ai giornali attraverso l'uso delle cosiddette veline o ordini di stampa;
- la Direzione generale per la stampa estera, creata nel 1929 all'interno dell'Ufficio stampa con l'elevazione a Direzione generale della sezione per la stampa estera;
- la Direzione generale per la propaganda, della quale antecedente era la Sezione propaganda creata da Ciano agli inizi del 1934 e che, grazie alla collaborazione con organismi come i CAUR, la Società Dante Alighieri e l'Istituto di cultura fascista, che operavano anche all'estero, vi diffondeva enormi quantità di materiale propagandistico e vi organizzava manifestazioni culturali.[14]

Tra il 1934 e il 1935 il Sottosegretariato per la stampa e la propaganda definì il suo controllo sulla propaganda e spostò il suo controllo anche sulla cultura, ampliando la sua influenza sui mezzi di comunicazione di massa. Fu quindi sottoposto a un ampliamento della sua struttura interna tramite:
- la creazione della Direzione generale per la cinematografia col decreto del 18 settembre 1934: questa direzione si occupava di censura e revisione in campo teatrale, del credito cinematografico, dei permessi per la creazione di nuove sale, dell'organizzazione di mostre e congressi cinematografici. L'ampliamento del controllo del sottosegretariato sul cinema testimonia che il regime aveva finalmente riconosciuto l'importanza di questo nuovo mezzo di comunicazione di massa; questo riconoscimento, tuttavia, non produsse una svolta molto significativa nelle modalità di gestione di questa attività culturale; il fascismo non creò mai una cinematografia di Stato e le principali attività della Direzione generale per la cinematografia restarono la revisione e la censura.[15]
- La creazione della Direzione generale per il turismo con il decreto del 21 novembre 1934.
- La creazione dell'Ispettorato generale per il teatro e la musica con il decreto del 1º aprile 1935.
- La creazione dell'Ispettorato per la radiodiffusione con il decreto del 3 dicembre 1934: questo Ispettorato si occupava anche di televisione, poiché sarebbe stato prematuro creare una divisione distinta per la gestione di un medium ancora in fase di sperimentazione.[16]

## Il Ministero per la stampa e la propaganda (1935-1937)
Nel giro di pochi mesi sia Ciano sia Mussolini si resero conto che il Sottosegretariato per la stampa e la propaganda era ormai inadeguato, poiché in uno Stato autoritario il controllo simultaneo della cultura e della propaganda doveva essere affidato ad un unico organismo che fosse una branca dell'apparato amministrativo e che potesse istituzionalizzare e governare tale controllo. Per questo motivo, il 24 giugno 1935, il Sottosegretariato per la stampa e la propaganda fu trasformato in Ministero per la stampa e la propaganda, con Ciano come ministro.
Il Ministero per la stampa e la propaganda conservò la stessa struttura interna del Sottosegretariato antecedente, ampliandola in modo da poter inserire nella sua sfera di competenza un numero ancora maggiore di settori della cultura e della propaganda.
L'ampliamento della struttura e delle competenze del Ministero per la stampa e la propaganda fu ottenuto attraverso:
- la collocazione sotto la tutela del ministero dell'ACI, della SIAE, dei teatri San Carlo e La Scala e dell'EIAR,[17] il quale era sottoposto anche alla vigilanza della Direzione generale Poste e telegrafi del Ministero delle comunicazioni;[18]
- l'attribuzione al ministero del potere di nominare gli addetti stampa presso le prefetture;[17]
- la legge del 24 ottobre 1935, con la quale alle due direzioni generali per la stampa italiana ed estera venivano riconosciuti i poteri speciali per il sequestro e la soppressione dei giornali, originariamente affidati al Ministero dell'interno;
- l'innalzamento, nel 1936, dell'Ispettorato per il teatro e la musica a Direzione generale per lo spettacolo, cui veniva affidato il compito di unificare e coordinare tutti gli organismi che si occupavano di spettacolo e la cui attività principale era la censura;[19]
- la creazione della III Divisione libri all'interno della Direzione generale per la stampa italiana del ministero:[20] con la creazione di questa divisione, diretta da Amedeo Tosti e il cui personale era formato da otto giornalisti per i libri italiani e trentadue per i libri stranieri, il Ministero per la stampa e la propaganda sottraeva al Ministero dell'interno l'attività di censura dei libri, anche se i criteri di censura restarono gli stessi: ai prefetti veniva dato il compito di individuare i libri sospetti di contenere sentimenti antifascisti e di inviarli al ministero, il quale decideva se sequestrarli o proibirne la ristampa o censurarli o richiederne la revisione; talvolta era lo stesso ministero che segnalava ai prefetti alcuni libri sospetti e ordinava loro di sequestrarli;[21]
- la collocazione sotto l'autorità del ministero del Sabato Teatrale, un'iniziativa creata da Mussolini nel dicembre 1936 con lo scopo di sviluppare un teatro di massa, cioè un tipo di teatro capace di attrarre contadini e operai attraverso l'organizzazione di spettacoli teatrali a basso costo;
- l'estensione del controllo del ministero sui sindacati culturali, con lo scopo di far perdere loro la capacità di controllo sulle rispettive sfere di competenza: al Sindacato degli autori e degli scrittori, ad esempio, fu vietato di occuparsi di traduzioni di opere straniere e di censura, poiché questi compiti spettavano al ministero; la Confederazione degli artisti e dei professionisti, inoltre, aveva bisogno dell'approvazione del ministero prima di intraprendere qualsiasi attività di propaganda culturale;[22]
- il tentativo del ministero di far rientrare effettivamente nei sindacati della Confederazione degli artisti e dei professionisti tutte le forze produttive del settore di cui si interessavano: a tale scopo il ministero richiese a circoli e ad associazioni culturali locali di fornire alla confederazione elenchi dei loro iscritti e, nel 1936, a tutti gli scrittori che partecipavano a gare letterarie fu richiesto di iscriversi al Sindacato degli autori e degli scrittori.[22]

Il Ministero per la stampa e la propaganda fu il principale elaboratore e diffusore della propaganda di guerra durante la guerra d'Etiopia (1935-1936). Abbandonando la propaganda di integrazione che si era avuta dal 1926, il ministero concentrò tutti i suoi sforzi sulla propaganda di agitazione volta a controbattere la propaganda inglese e francese, accrescere il morale popolare e suscitare sentimenti di entusiasmo per la guerra. Per raggiungere il suo scopo il Ministero per la stampa e la propaganda si servì delle istituzioni culturali italiane: operò per far perdere loro la facoltà di iniziativa e autonomia e per coordinare le loro attività con lo scopo di renderle veri e propri strumenti di propaganda di guerra. L'Istituto di cultura fascista, ad esempio, durante la guerra organizzò una serie di conferenze per propagandare le imprese dei soldati italiani in Africa, rendere omaggio alla missione civilizzatrice dell'Italia, creare il mito imperiale dell'Italia. Nel consiglio di amministrazione della Società Dante Alighieri furono introdotti dei rappresentanti del Ministero per la stampa e la propaganda con lo scopo di porre la società nelle mani del ministero stesso; da questo momento, la società abbandonò l'attività tradizionale di studio della lingua italiana per occuparsi della distribuzione di opuscoli, dell'organizzazione di conferenze, recital e corsi di lingua.
Il Ministero per la stampa e la propaganda fu anche uno strumento prezioso per la politica estera del regime, poiché ampliò la sua funzione di gestione della propaganda all'estero attraverso la suddivisione della Direzione generale per la propaganda in quattro sezioni:
- la propaganda generale, che si occupava dell'elaborazione e della diffusione della propaganda destinata ai paesi stranieri;
- la sezione radiofonica, che controllava le trasmissioni dirette ai paesi stranieri;
- la sezione arte e cinematografia, che controllava i film, i cinegiornali, le esposizioni destinati a paesi stranieri;
- la divisione speciale conosciuta con il nome di Nuclei per la propaganda italiana all'estero (NUPIE), che si occupava dell'elaborazione e della diffusione della propaganda anticomunista all'estero e alla quale, in seguito, fu affidato il compito di preparare la propaganda in caso di guerra a uso interno.

Nel giugno 1936, Galeazzo Ciano divenne ministro degli esteri e Dino Alfieri, che fino a quel momento era stato sottosegretario del ministero, fu nominato ministro per la stampa e la propaganda.

## Il Ministero per la cultura popolare (1937-1943)
Il 27 maggio 1937, Mussolini cambiò la denominazione del Ministero per la stampa e la propaganda in Ministero per la cultura popolare. Tra i due dicasteri vi fu comunque una forte continuità politica e istituzionale: per tutto il 1937 il nuovo dicastero mantenne la stessa struttura del suo predecessore. Alla creazione del Ministero per la cultura popolare, inoltre, il ministro per la stampa e la propaganda Dino Alfieri fu nominato automaticamente ministro della cultura popolare.
La spiegazione ufficiale della nuova denominazione fu che con l'espressione cultura popolare si voleva indicare e celebrare l'allargamento degli scopi del ministero il quale, come aveva suggerito lo stesso Alfieri in un rapporto al Senato agli inizi del 1937, si prefiggeva di fare un passo avanti nel controllo simultaneo su cultura e propaganda, puntando all'unificazione dei due settori. Tale unificazione era necessaria per rendere la politica culturale del regime una realtà concreta per il popolo e le masse, cioè per fare in modo che le attività culturali non fossero solo un privilegio riservato a pochi e per educare le masse secondo i principi e i valori fascisti, attuando così la rivoluzione fascista di cui si parlava dagli anni '20. Alla fine degli anni '30 si tentò di definire con maggiore precisione la natura e la funzione della cultura popolare nel regime. Nell'articolo Cultura popolare del Popolo d'Italia del 30 maggio 1937, ad esempio, si spiegava che il termine popolare non era usato in senso dispregiativo, ma nel senso romano di per tutto il popolo. Lo stesso concetto venne espresso in un discorso pronunciato il 24 aprile 1941 da Pavolini, in cui affermava che la cultura popolare è “qualcosa che riguarda la generalità dei cittadini, simultaneamente nelle città e villaggi, che tocca insieme tutta la popolazione”.
Le spiegazioni ufficiali sulla natura della cultura popolare e sul cambiamento di denominazione del ministero erano tuttavia pura retorica, poiché l'espressione cultura popolare fu principalmente un semplice sostituto del termine propaganda. Già all'inizio degli anni '30, infatti, Mussolini e Ciano avevano riflettuto sugli svantaggi del termine propaganda e Ciano aveva affermato che “nessun popolo ormai vuole essere propagandato, bensì vuole essere informato”. Per questo motivo si era arrivato a proporre di cancellare la parola propaganda dal vocabolario ufficiale e la riflessione sugli svantaggi del termine era continuata per tutti gli anni '30, approdando nelle direttive del 3 giugno 1939 e del 5 febbraio 1942 con le quali i giornalisti venivano invitati a evitare l'uso della parola propaganda in riferimento all'attività governativa. Il fatto che la spiegazione ufficiale per cui il Ministero della cultura popolare dovesse avviare un vero e proprio programma di cultura popolare volto all'elevazione culturale delle masse fosse pura retorica è dimostrato soprattutto dal tipo di attività e funzioni svolte dal ministero stesso.
Teoricamente il lavoro del ministero doveva essere diviso tra due tipi di funzioni: le funzioni dinamiche, volte all'unificazione di cultura e propaganda al fine di attuare quel programma di cultura popolare di cui tanto si era parlato già dall'inizio degli anni '30; le funzioni statiche, volte al perfezionamento del controllo totalitario sulla cultura nel quale, come aveva fatto notare Dino Alfieri in un discorso alla Camera all'inizio del 1937, vi erano ancora problemi e lacune. La reale attività del ministero, però, fu caratterizzata per la maggior parte dall'adempimento delle funzioni statiche, mentre furono trascurate le funzioni dinamiche.
Al fine di avviare il perfezionamento del controllo totalitario sulla cultura, adempiendo le sue funzioni statiche, il ministero fu interessato, a partire dal febbraio 1938,, da una riorganizzazione strutturale, ottenuta tramite:
- l'ampliamento del personale, che passò dai 183 impiegati del Ministero per la stampa e la propaganda a 800 funzionari, molti dei quali provenienti dal Ministero degli esteri;
- l'aggiunta allo staff del ministero di un numero sempre più alto di esperti di cinema, radio, architettura, fotografia e la creazione della Direzione generale per i servizi amministrativi nella quale furono inquadrati;
- la creazione, all'interno delle sezioni della Direzione generale per la stampa, di due sottosezioni: una per la stampa quotidiana, l'altra per quella non quotidiana;
- la suddivisione delle sezioni della Direzione generale per la propaganda per aree geografiche;
- la creazione, da parte della Direzione Generale per la propaganda, di una rete di zone di propaganda (a ogni zona di propaganda fu assegnato un gruppo di propagandisti e un direttore dei servizi di propaganda);
- la creazione di un Ufficio razza che si occupava della propaganda razziale in tutto il paese e che nel 1939, cambiò la sua denominazione in Ufficio studi e propaganda sulla razza;[31]
- la riorganizzazione, tra il 1938 e il 1943, della Direzione generale per il turismo: la direzione assegnava contributi dello Stato per costruzioni di alberghi, determinava il prezzo degli alberghi, forniva nulla osta ai progetti di costruzione, si occupava di fornire alla stampa italiana ed estera articoli di propaganda delle attività turistiche nazionali. Alle sue dipendenze vi erano l'ENIT e gli Enti provinciali per il turismo; essa vigilava su numerose organizzazioni turistiche tra cui il RACI e l'ENITEA;[32]
- l'assegnazione all'Ufficio di censura teatrale di una propria autonomia rispetto alla Direzione generale per lo spettacolo, dalla quale fu scorporato;[15]
- l'estensione del controllo del ministero sull'Ente stampa del PNF e sull'Ente Radio Rurale tra il 1939 e il 1940;[33]
- l'istituzione, all'interno della Direzione generale per i servizi amministrativi, di un Ufficio di mobilitazione civile;[34]
- la creazione, nel dicembre 1939 e all'interno dell'Ispettorato per la radiodiffusione, di un Servizio di ascolto radiofonico e radiotelegrafico dall'estero;[34]
- il cambiamento di denominazione, nel 1942, della Direzione generale per la propaganda in Direzione generale per gli scambi culturali.[32]

La riorganizzazione strutturale del Ministero della cultura popolare causò un aumento del bilancio del ministero stesso: tra il 1938 e il 1939 furono stanziati più di cento milioni di lire.

### Struttura interna
Dopo la sua creazione e la riorganizzazione strutturale che lo interessò dal 1938, il Ministero della cultura popolare presentava la seguente struttura interna:
- Direzione generale per la stampa italiana;
- Direzione generale per la stampa estera;
- Direzione generale per la propaganda;
- Direzione generale per la cinematografia (a cui erano collegati Cinecittà e il Centro Sperimentale di Cinematografia);
- Direzione generale per il turismo;
- Direzione generale per lo spettacolo;
- Ispettorato per le radiodiffusioni.

### L'estensione del controllo
Uno dei più importanti problemi che il Ministero della cultura popolare dovette affrontare nell'ambito del perfezionamento del controllo totalitario sulla cultura fu la necessità, fatta notare anche su Critica fascista, di centralizzare il controllo del gran numero di enti e istituti culturali nelle mani dello Stato. Tale perfezionamento e centralizzazione del controllo potevano essere ottenuti attraverso una maggiore integrazione di tutte le istituzioni culturali nelle strutture statali, con lo scopo di dare alle attività di questi enti e istituti un “principio organico e sistematico” che li regolasse. Al fine di rispondere a questa necessità di centralizzazione e di più precisa regolamentazione delle attività degli enti culturali nazionali, lo Stato non creò nuovi enti culturali e il Ministero della cultura popolare lavorò per assorbire totalmente gli enti preesistenti con lo scopo di cancellarne l'autonomia.
Attraverso il lavoro del Ministero della cultura popolare, la Reale Accademia d'Italia, che nel 1936 era stata strappata dal controllo del Ministero dell'educazione nazionale per essere posta sotto il controllo del Ministero per la stampa e la propaganda, perse completamente la sua autonomia. Essa, infatti, fu utilizzata per la campagna razziale del regime attraverso la creazione, al suo interno, di un Centro di studi per le civiltà primitive che lavorava a stretto contatto con l'Ufficio razza del ministero con lo scopo di rendere i risultati della sua ricerca funzionali ai temi della politica razziale ufficiale.
Il Ministero della cultura popolare lavorò anche per rendere sempre più dipendente dall'attività dello Stato l'Istituto di cultura, che nel 1937 aveva cambiato la sua denominazione in Istituto di cultura fascista con lo scopo di sottolineare la maggiore importanza del suo ruolo nella politica culturale del regime. Anche l'istituto fu utilizzato dal Ministero della cultura popolare per la promozione della campagna razziale del regime: gli fu affidato il compito di organizzare su tutto il territorio nazionale incontri e conferenze sui temi della razza e dell'odio razziale. Il Ministero della cultura popolare, inoltre, si oppose al progetto elaborato nel 1943 dal PNF che voleva porre sotto il suo controllo tutte le istituzioni culturali che non erano ancora controllate e disciplinate direttamente dalle istituzioni dello Stato. Con il suo progetto, il partito mirava a strappare al ministero il controllo su parte delle istituzioni culturali italiane e a tale scopo già nel 1937 aveva provveduto a coordinare le attività dell'Istituto di cultura con quelle del Circolo filologico e dell'Università Popolare di Milano, nonostante la mancata approvazione del Ministero della cultura popolare.

### Le campagne propagandistiche
Nella seconda metà degli anni '30 il Ministero della cultura popolare concentrò, come anche il PNF, tutti i suoi sforzi nella creazione di un particolare clima propagandistico e culturale, promuovendo con entusiasmo una serie di campagne propagandistiche.
La campagna propagandistica per la "romanità" fu alla base della propaganda culturale del ministero nella seconda metà degli anni '30: il tema della "romanità" fu centrale nella costituzione dei nuovi temi culturali emersi in questo periodo. Il concetto di "romanità", elaborato già negli anni '20, fu utilizzato dal regime per due scopi fondamentali. In primo luogo esso servì al regime per dare legittimazione all'ideologia fascista e al regime fascista: si affermava cioè che le origini del regime fascista risiedevano nel passato glorioso della Roma antica, in particolare di quella imperiale. Il fascismo, quindi, rappresentava la continuazione e la rinascita del puro spirito della razza italica che aveva trovato la sua massima espressione nella Roma imperiale; instaurando un rapporto di continuità con l'Impero romano, esso otteneva la legittimazione storica di cui aveva bisogno. Non è un caso che già negli anni '20 come simbolo del regime fosse stato scelto il fascio littorio, né che Mussolini fosse chiamato "duce" e che fosse identificato con Cesare e Augusto.
Nella seconda metà degli anni '30 questa campagna propagandistica per l'identificazione del fascismo con il passato romano e con la Roma imperiale venne rafforzata attraverso numerosi provvedimenti, tra cui:
- la pubblicazione, nel 1937, del film Scipione l'Africano di Carmine Gallone, in cui l'Impero etiope conquistato da Mussolini veniva identificato con l'impero di Augusto;
- l'adozione dello stile razionalista per le architetture del regime, impiegato nel Foro Mussolini, nella città universitaria di Roma e nelle città di fondazione come Latina;
- l'apertura, nel 1937, della Mostra Augustea della Romanità, che conteneva una sezione dal nome "Fascismo e romanità" e che fu ampiamente pubblicizzata attraverso l'organizzazione di gite guidate a tariffe ridotte. Alla cerimonia di chiusura della mostra, inoltre, a Mussolini fu data un'aquila viva, come simbolo della continuità storica tra la Roma imperiale e il fascismo.

Il tema della "romanità", inoltre, fu usato dal fascismo per la creazione e la legittimazione del concetto di "uomo nuovo fascista". L'"uomo nuovo fascista" era colui che non si limitava ad accettare il fascismo coi suoi valori e i suoi principii, ma che cambiava e regolava il proprio comportamento pubblico e privato in relazione ai principi e ai valori del fascismo. Ispirandosi e facendo propri i nuovi valori dal fascismo, quindi, l'"uomo nuovo" era un nuovo tipo di italiano che rifiutava le "vecchie" usanze e gli antiquati costumi dell'Italia prefascista e soprattutto di quella liberale e borghese. L'"uomo nuovo" era un individuo con un nuovo modo di pensare, un nuovo comportamento, una nuova cultura e, per questo, rappresentava la massima espressione della "rivoluzione fascista" e della "Nuova Italia" che il fascismo si proponeva di costruire. Il concetto di "romanità" è legato a quello dell'"uomo nuovo" poiché i principi e i valori fascisti in base ai quali egli doveva regolare il suo comportamento coincidevano con i valori del cittadino dell'antica Roma: la disciplina, la coscienza nazionale, il sacrificio dei propri interessi personali a favore di quelli dello Stato, la responsabilità, il dinamismo. L'"uomo nuovo", quindi, doveva essere formato infondendo negli italiani i valori della vita romana; la campagna propagandistica per la formazione dell'"uomo nuovo" fu caratterizzata dall'organizzazione di parate e adunate, dall'adozione del passo romano e del saluto romano. Inoltre, il Ministero della cultura popolare si impegnò nella campagna per l'"uomo nuovo" attraverso un lavoro di censura e sequestro con il quale, ad esempio, venne ordinato ai giornalisti di non usare espressioni che esaltassero il vecchio luogo comune della bontà degli italiani o di non fare riferimenti all'Italia liberale prefascista. Il Ministero della cultura popolare si impegnò anche per eliminare l'influenza dei dialetti, poiché rappresentavano il regionalismo politico, la divisione culturale e una forma di cultura antiquata, e tali principi non si accordavano con i principi di coscienza nazionale e di rifiuto delle vecchie usanze che dovevano caratterizzare l'"uomo nuovo fascista". Ai periodici, infatti, fu vietato di pubblicare storie, poesie o canzoni in dialetto e agli attori di teatro fu impedito di pronunciare anche una sola battuta in dialetto.
A partire dal 1938, il Ministero della cultura popolare si impegnò anche nella campagna propagandistica antiborghese legata ai temi della "romanità" e dell'"uomo nuovo". La campagna antiborghese aveva lo scopo non solo di denigrare, ma anche di eliminare completamente dal comportamento degli italiani i valori e le vecchie usanze borghesi, poiché essi non si accordavano con quelli dell'"uomo nuovo fascista" e dell'uomo romano. Questa campagna fu realizzata tramite l'organizzazione di conferenze e mostre e la pubblicazione di libri e articoli che tentavano di eliminare i valori borghesi dall'abbigliamento, dal modo di parlare, dalle abitudini a tavola. Nella realizzazione della campagna antiborghese ebbe un ruolo importante lo sviluppo del movimento "anti-lei", contro il "lei" come allocuzione di cortesia. Il movimento si affermò con l'organizzazione a Torino, sul finire del 1937, di una mostra di quadri dal titolo "Mostra anti-lei": esso rifiutava l'uso del "lei", vista come simbolo dello snobismo borghese e retaggio del servilismo nei confronti degli stranieri ai tempi della divisione politica della penisola.
Un'importante campagna propagandistica in cui si impegnò il Ministero della cultura popolare fu la campagna antiebraica. Essa fu lanciata nel 1938 ed era legata al tema della "romanità" e alla campagna xenofoba del regime. Il Ministero della cultura popolare, infatti, tentò di convincere gli italiani dell'esistenza di una pura "razza italica", ovvero un tipo italico ideale che aveva avuto la sua piena realizzazione nella Roma imperiale e che, dopo la caduta dell'Impero romano, era stato contaminato dalle influenze straniere. Il recupero dei valori e dei principi della pura "razza italica" sarebbe stato possibile solo purificando la cultura nazionale dalle influenze straniere. L'Ufficio studi del problema della razza del Ministero della cultura popolare ebbe un ruolo fondamentale nella campagna antiebraica: si impegnò per liberare riviste, cinema, teatro e ogni altra attività culturale dalle influenze ebraiche. Per convincere gli italiani dell'esistenza di un tipo italico ideale, inoltre, furono realizzati documentari cinematografici e organizzate mostre come la "Mostra della razza", svoltasi a Roma nell'aprile 1940.
In generale, le campagne propagandistiche del Ministero della cultura popolare e i temi culturali a esse legati furono la testimonianza del fallimento della politica culturale del regime e del suo progetto di "rivoluzione" culturale. Il regime, infatti, era consapevole del suo fallimento in campo culturale e, attraverso queste campagne propagandistiche, cercava di dare agli italiani almeno l'illusione e l'apparenza che esso avesse provocato importanti cambiamenti in campo sociale ed economico, che fosse riuscito a realizzare una "rivoluzione" culturale.

### Il revisionismo culturale
L'atteggiamento repressivo e reazionario del Ministero della cultura popolare, che aveva lo scopo di accrescere il suo controllo totalitario sulla cultura, fu la causa dello sviluppo, alla fine degli anni '30, di una forte ribellione intellettuale nei confronti della politica culturale del regime. Tale ribellione fu importante perché coinvolgeva non solo gli intellettuali già affermatisi prima del fascismo, ma anche la nuova generazione di intellettuali che si era formata proprio sotto il regime. Questi intellettuali erano a favore del dialogo culturale, della libertà di espressione, della tolleranza verso tutte le forme e le attività artistiche. Essi si schierarono contro l'identificazione tra cultura e propaganda che portava la cultura a dipingere una realtà illusoria e finta del Paese, e a favore, quindi, di una cultura che non si basasse sulla costruzione di illusioni e apparenze, ma fosse sensibile alla realtà concreta. Una figura centrale di questa ribellione degli intellettuali contro il carattere reazionario e repressivo della politica culturale del regime fu Giuseppe Bottai, direttore della rivista di ispirazione fascista Critica fascista e ministro dell'educazione nazionale.
Bottai attuò la sua ribellione contro la politica culturale del regime aprendo la sua rivista anche ad autori e intellettuali che si erano dichiarati antifascisti, ma la sua battaglia più importante fu quella con la quale egli cercò di porre il controllo della vita artistica nazionale nelle mani del Ministero dell'educazione nazionale. In questo modo, Bottai voleva strappare il controllo sulle attività artistiche al Ministero della cultura popolare e porlo sotto l'autorità del suo ministero allo scopo di garantire la libertà di espressione culturale e il dialogo culturale. Nel discorso del 4 luglio 1938 alla riunione dei Soprintendenti delle antichità e belle arti del Ministero dell'educazione nazionale, infatti, Bottai sottolineò la necessità imminente per il regime di attuare una maggiore centralizzazione nelle sue mani della vita artistica del paese. Tale centralizzazione poteva essere ottenuta ponendo il controllo delle attività degli enti e dei privati che si interessavano di arte, sia antica sia moderna, sotto l'autorità di un unico organismo unitario, ovvero il Ministero dell'educazione nazionale.
Tra il 1939 e il 1940 il Ministero dell'educazione nazionale riuscì effettivamente ad ampliare il suo controllo sulla vita artistica del paese attraverso i seguenti provvedimenti:
- la legge del 22 maggio 1939, con la quale il numero delle Soprintendenze del ministero veniva aumentato a cinquantotto e a ogni Soprintendenza veniva attribuita una sola sfera di competenza sulla quale aveva piena autorità;
- la creazione, nel gennaio 1940, dell'Ufficio per l'arte contemporanea, direttamente dipendente dalla Direzione generale delle antichità e belle arti del ministero. A causa dell'entrata in guerra dell'Italia pochi mesi dopo la creazione dell'ufficio, quest'ultimo non poté sviluppare un chiaro e specifico programma di azione, ma rappresentò comunque il più importante dei trionfi burocratici del Ministero dell'educazione nazionale sul Ministero della cultura popolare.[42]

Il fatto che Bottai fosse riuscito ad ampliare il controllo del Ministero dell'educazione nazionale sulla vita artistica del Paese fu possibile grazie alla posizione prestigiosa di cui godeva all'interno del regime e, soprattutto, grazie al fatto che il Ministero della cultura popolare non aveva una specifica suddivisione che si occupasse del controllo delle attività artistiche.
Bottai perseguì la sua battaglia a favore del dialogo culturale e della libertà di espressione anche inserendosi all'interno del dibattito artistico tra tradizionalismo e modernismo che era riemerso dopo l'adozione delle leggi razziali nel 1938 (delle quali comunque Bottai fu tra i più accesi fautori). Alcuni antisemiti e esponenti del PNF, infatti, avevano affermato che il modernismo fosse il prodotto di influenze straniere e ebraiche e che per questo lo Stato non doveva occuparsi della sua difesa e conservazione. In questo clima, Bottai si schierò in difesa del modernismo artistico e culturale affermando, più di una volta, in Critica fascista che il regime non doveva disinteressarsi alla difesa e alla tutela dell'arte moderna poiché il modernismo in arte non era il prodotto di influenze straniere e decadenti. A favore del dialogo culturale e della difesa del modernismo in arte, inoltre, nella rivista Le arti del febbraio 1939, Bottai cercò di dimostrare la compatibilità tra arte moderna e politica culturale fascista e in vari suoi discorsi affermò che il dialogo culturale poteva solo giovare al fascismo, poiché esso risvegliava l'interesse del pubblico e la creatività artistica. Nel suo discorso alla Biennale di Venezia del 1938, Bottai si schierò anche contro l'identificazione dell'arte con la propaganda, ovvero l'uso dell'arte come un semplice strumento di propaganda, e affermò che il regime non doveva mirare alla “fusione assoluta di interessi artistici e di interessi politici”.
La ribellione degli intellettuali contro la politica culturale reazionaria e repressiva del regime interessò tutti i campi dell'attività intellettuale, dalla stampa, alla letteratura, al teatro, al cinema.
Sul piano della stampa, un ruolo fondamentale nella lotta contro la politica del regime ebbe la nuova rivista Primato di Bottai, nata il 1º marzo 1940 e il cui ultimo numero fu pubblicato nel 1943. La rivista di Bottai espresse in modo esplicito critiche verso il regime, si schierò a favore del dialogo culturale e contro l'identificazione della cultura con la propaganda ed espresse fiducia nei confronti della nuova generazione di intellettuali che si ribellava verso l'atteggiamento repressivo del regime in campo culturale.
Sul piano letterario, invece, fu importante l'attività di riviste letterarie di avanguardia come Letteratura di Bonsanti, che ospitò le voci di autori antifascisti, e Campo di Marte di Gatto e Pratolini, che si schierò più esplicitamente contro la politica culturale del regime e che infatti un anno dopo la sua nascita fu soppressa dal Ministero della cultura popolare.
Sul piano teatrale, fu significativa la riunione, nel maggio 1938, di una trentina di autori drammatici che facevano parte della Confederazione degli artisti e dei professionisti. Nella riunione, presieduta da Marinetti, i drammaturghi affermarono che il teatro italiano doveva essere liberato dall'attività censoria del MinCulPop e approvarono un ordine del giorno in cui si affermava che il teatro non doveva essere uno strumento di propaganda che presentava una realtà illusoria e apparente, ma che dovesse rappresentare la realtà concreta del Paese. In campo teatrale, tuttavia, la più importante forma di ribellione contro la politica culturale repressiva del MinCulPop fu il Teatro delle Arti di Anton Giulio Bragaglia. Il Teatro delle Arti non era totalmente libero dalla censura del regime, ma riuscì comunque a portare nei teatri italiani opere di autori stranieri come O'Neill e Dostoevskij e a sostituire, in campo teatrale, la realtà illusoria costruita dal regime con la realtà concreta del paese.
Tutte queste forme di ribellione intellettuale verso la politica culturale del fascismo sono una chiara testimonianza del fallimento delle ambizioni culturali del regime, poiché mostrano come il fascismo, ancora sul finire degli anni '30, non fosse riuscito a ottenere un effettivo controllo totalitario sulla cultura nazionale.

### Alessandro Pavolini
Nel 1939 Dino Alfieri fu nominato ambasciatore a Berlino e il 31 ottobre dello stesso anno Alessandro Pavolini venne nominato nuovo ministro della cultura popolare. Pavolini, grazie alla sua personalità e alla sua esperienza nel campo della propaganda, rese ancora più aggressivo e repressivo l'atteggiamento del Ministero della cultura popolare verso la cultura, con lo scopo di ottenere una maggiore centralizzazione del controllo delle attività culturali nelle mani del ministero stesso. Il fine di questo maggiore irrigidimento del controllo del ministero sulla cultura era quello di permettergli di concentrare tutti i suoi sforzi nell'elaborazione e nella diffusione della propaganda di guerra. Non è un caso che tale perfezionamento del controllo sulla cultura si ebbe a partire dal 1940, anno in cui l'Italia entrò in guerra a fianco della Germania.
Per raggiungere questo perfezionamento Pavolini attuò i seguenti provvedimenti:
- Al Ministero della cultura popolare furono conferiti poteri speciali in tutto ciò che riguardava la stampa e gli altri mezzi di comunicazione di massa;
- Nel dicembre 1941 venne aumentato il numero degli addetti stampa del ministero da 10 a 15 e venne raddoppiato il numero degli ispettori generali;
- Tra il 1939 e il 1943 il ministero si occupò delle soppressione di riviste letterarie d'avanguardia come Campo di Marte, Oggi, L'Italiano, Il Frontespizio;
- Con la legge del 18 gennaio 1943 si stabilì che la Divisione libri della Direzione generale per la stampa doveva occuparsi della revisione e della distribuzione del nulla osta a tutte le pubblicazioni che parlavano di rapporti internazionali, difesa militare, vicende della guerra;
- Con la legge del 19 aprile 1943 si dava al ministero il compito di concedere o ritirare l'autorizzazione per la creazione di nuovi progetti editoriali e di sopprimere quelli già esistenti;
- Nel 1940 all'interno del consiglio di amministrazione dell'Istituto fascista di cultura venne inserito il capo dei servizi propagandistici del MinCulPop e all'interno della Direzione generale per la propaganda venne creato un nucleo speciale dell'istituto. In questo modo, Pavolini rendeva l'Istituto di cultura una vera e propria branca del Ministero della cultura popolare allo scopo di renderlo uno strumento della propaganda di guerra nelle province. Le sezioni locali dell'Istituto di cultura, infatti, organizzarono conferenze, incontri, mostre d'arte, si servirono di documentari sugli eventi bellici e, dalla fine del 1942, utilizzarono proiettori montati su camion per diffondere i documentari sugli eventi bellici nelle zone rurali.[46]
- Nel dicembre 1939 venne creato all'interno dell'Ispettorato per le radiodiffusioni, un Servizio di ascolto radiofonico e radiotelegrafico all'estero;[34]
- Nel 1940 fu istituito all'interno della Direzione generale per i servizi amministrativi un Ufficio di mobilitazione civile.[34]

In generale, i provvedimenti attuati a partire dal 1940 mostrano che tra il 1940 e il 1943 il Ministero della cultura popolare fu effettivamente interessato dall'irrigidimento del suo controllo sulla cultura. Tuttavia, per non creare un conflitto di interessi con lo Stato maggiore che sarebbe stato controproducente ai fini della guerra, il ministero dovette rinunciare ad alcuni dei suoi poteri e cederli all'Ufficio stampa e propaganda del Comando Supremo italiano, istituito nel 1940. Tale concessione da parte del ministero avvenne con l'accordo del maggio 1942 tra Pavolini e il generale Ugo Cavallero, con il quale si stabiliva che l'Ufficio stampa e propaganda del Comando supremo doveva esaminare preventivamente tutte le pubblicazioni che riguardavano le fasi militari della guerra, in modo da evitare la diffusione di importanti segreti militari.

### La propaganda bellica
Lo scoppio della seconda guerra mondiale nel 1939 e la decisione dell'Italia di entrare in guerra nel 1940 fecero sì che il MinCulPop concentrasse tutte le sue energie nell'elaborazione e nella diffusione della propaganda di guerra ad uso interno. Una caratteristica fondamentale fu che non si trattava di una propaganda di integrazione, che il regime aveva usato dal 1926, ma di una propaganda di agitazione, che aveva lo scopo di esaltare il sentimento nazionale, la violenza, il dinamismo dell'azione. Per comprendere quali furono i temi principali della propaganda di guerra del Ministero della cultura popolare e l'atteggiamento da esso assunto negli anni della guerra si possono analizzare i verbali delle riunioni che si tenevano tra il ministro della cultura popolare e i direttori dei giornali nel periodo tra il 1939 e il 1943. In queste riunioni, il ministro emanava disposizioni generali per la stampa ai direttori dei giornali, poi seguite dalla diramazione di ordini di stampa più precisi e chiari, le cosiddette veline, che rappresentavano la concretizzazione delle disposizioni date dal ministro alle riunioni con i giornalisti.
Uno dei temi di fondo che emerge dai verbali delle riunioni tra il ministro Pavolini e i direttori dei giornali è l'invito a non dare la vittoria per scontata e a non trasmettere un'eccessiva fiducia nella vittoria finale. Questo tema è la testimonianza della consapevolezza del regime dell'impreparazione militare dell'Italia e della sua inferiorità economica e militare rispetto all'alleato tedesco. Questa consapevolezza è testimoniata, ad esempio, da un rapporto del 17 maggio 1941 in cui Pavolini ordina ai giornalisti di non presentare i fatti di guerra solo dal punto di vista tedesco, ma di considerare soprattutto il punto di vista italiano.
Un altro tema importante è quello dello spirito di sacrificio che doveva contraddistinguere gli italiani in tempo di guerra. Essi dovevano essere consapevoli che il sacrificio era necessario per la vittoria e tale invito al sacrificio è testimoniato, ad esempio, dalla velina del 30 ottobre 1940, in cui si dispone: “a nessuno venga in mente di raccontare che in fondo il burro fa male alla salute, che l'olio è indigesto, etc. Dire invece che si tratta di sacrifizi sopportati molto serenamente”. La guerra divenne ben presto un simbolo a cui furono affidati i valori del sacrificio, della povertà, dall'abitudine alla privazione personale, valori che avrebbero favorito l'unione di singoli individui in comunità e che per questo resero la guerra un elemento fondamentale per la costruzione del senso di appartenenza nazionale.
Il conflitto veniva interpretato, infatti, come una guerra tra oro e sangue, cioè tra materia e fede. La guerra era propagandisticamente letta come un conflitto tra coloro il cui unico valore era la ricchezza, rappresentanti del materialismo (principalmente i popoli anglo-sassoni, l'Impero britannico e gli Stati Uniti) e coloro i cui valori fondamentali erano lo spirito di sacrificio, la povertà e il senso di appartenenza nazionale che si fonda su di essi, ovvero gli italiani e i loro alleati. I popoli dell'oro venivano spesso rappresentati negativamente adottando immagini della mitologia classica: la capacità degli Stati Uniti di ricavare ricchezza da ogni cosa, comprese le disgrazie, veniva rappresentata attraverso la figura del mitico re Mida.
Il tema dell'antisemitismo è un altro tema di fondo dalla propaganda bellica del ministero. Ai giornalisti venne ordinato di non occuparsi di Moravia e delle sue opere e si vietò ai giornali di inserire pubblicità ebraica.
Nella propaganda bellica il Ministero della cultura popolare riprese, inoltre, rafforzandolo, il culto della personalità del duce, che si accompagnava alla tendenza di non valorizzare l'opera di gerarchi e comandanti militari impegnati nella guerra.
Il Ministero della cultura popolare combatté anche contro le voci provenienti dalle radio straniere, avviando una campagna violenta contro chi dava ascolto alle voci provenienti dall'estero. Tuttavia non riuscì a eliminare completamente l'influenza delle voci straniere che infatti, dal 1942, cominciarono a comparire anche all'interno delle trasmissioni radiofoniche italiane.

#### Il fallimento della propaganda bellica
Nonostante avesse concentrato tutti i suoi sforzi nella propaganda bellica, il Ministero della cultura popolare non poté fare nulla per evitare il peggioramento e la crisi della situazione italiana in guerra, soprattutto a partire dal 1942, e il conseguente sviluppo nella popolazione di un sentimento di avversione verso il regime. Dal 1942, infatti, gli italiani presero maggiore consapevolezza del fatto che i valori di sacrificio e privazione affidati dal fascismo alla guerra e che univano i singoli individui in comunità non li avrebbero comunque condotti alla vittoria, poiché ci si scontrava con la superiore capacità tecnica e produttiva degli anglo-americani. Per questo motivo si ebbe il crollo dei valori affidati dal regime alla guerra e ciò a sua volta provocò il crollo del senso di appartenenza nazionale che proprio su questi valori si basava. Tale venir meno del senso di comunità nazionale degli italiani è testimoniato, ad esempio, dalle canzoni in cui il pronome plurale noi venne sostituito dal singolare, come simbolo del fatto che la guerra non riguardava più la comunità ma era una guerra personale, di chi aveva perso il proprio figlio o voleva riabbracciare la propria moglie. Anche l'immagine che gli italiani avevano degli americani cambiò. Il fascismo li aveva presentati come nemici la cui società era basata sulla corruzione, sulla violenza, sull'individualismo, sull'unico valore della ricchezza. A partire dal 1942, gli italiani cominciarono a vederli più come liberatori, a riporre in loro sentimenti di fiducia e amicizia e a sostituire i valori di sacrificio e povertà propagandati dal regime con quelli americani di ricchezza e benessere.

## Il Ministero della cultura popolare nella RSI (1943-1945)
Il 25 luglio 1943 il re tolse a Mussolini i poteri che gli aveva conferito nel 1922 e affidò al generale Badoglio il compito di formare un nuovo governo non fascista decretando, quindi, il crollo del regime. Badoglio non soppresse il Ministero della cultura popolare, ma sospese tutte le sue attività e se ne servì solo per trasmettere ordini che miravano a controllare la stampa.
Nel settembre 1943 Mussolini, tenuto prigioniero sul Gran Sasso, fu liberato dai tedeschi e il 23 settembre dello stesso anno annunciò la costituzione di un nuovo Stato fascista nell'Italia centro-settentrionale occupata dai tedeschi, che prese il nome di Repubblica Sociale Italiana (RSI). Spinti dalla notizia della nascita del nuovo Stato, alcuni funzionari si trasferirono a Salò, città in cui Mussolini fece spostare il quartier generale del Ministero della cultura popolare, nominando ministro Ferdinando Mezzasoma. Mezzasoma mirava a raggiungere quell'effettivo controllo totalitario sulla cultura che il regime crollato nel luglio 1943 non era riuscito a instaurare; a questo scopo, il nuovo ministro della cultura popolare attuò una politica culturale più rigida e intransigente di quella dei suoi predecessori.
Per prima cosa, Mezzasoma avviò una riorganizzazione strutturale del ministero. Con i decreti del novembre 1943 del Consiglio dei ministri di Salò, infatti, vennero create una Direzione generale per la stampa e per la radio interna e una sua corrispondente per l'estero, che univano le due Direzioni generali per la stampa, italiana e estera, e l'Ispettorato per la radio. I decreti del novembre 1943 sancirono anche la nascita della Direzione generale per lo spettacolo, che univa cinema e teatro.
Mezzasoma, inoltre, fece in modo che per la prima volta il fascismo si occupasse della cultura in senso globale, cioè non solo del suo controllo e della sua diffusione, ma anche della sua produzione. I giornali e l'industria libraria vennero considerati vere e proprie agenzie dello Stato e l'industria cinematografica e teatrale vennero direttamente controllate dallo Stato, allo scopo di formare una cinematografia e un teatro di stato.
In generale, grazie al lavoro di Mezzasoma, apparentemente il Ministero della cultura popolare riuscì a raggiungere un apparente controllo totalitario e assoluto sulla cultura nella RSI. Tale controllo, tuttavia, era stato raggiunto solo sul piano teorico poiché il governo della RSI era sostanzialmente subordinato ai tedeschi. L'ambasciatore tedesco Rudolf Rahn vigilava su tutte le attività di Mussolini, le decisioni politiche di fondo venivano prese dai tedeschi in base alle loro esigenze belliche e anche il Ministero della cultura popolare non aveva alcuna autorità e autonomia rispetto ai nazisti: ad esempio, tra il 1944 e il 1945, la censura cinematografica doveva ricevere l'autorizzazione dei tedeschi.
Il mantenimento del Ministero della cultura popolare nella RSI dimostra come, nonostante l'instabilità caratterizzante la RSI, si avvertisse comunque l'esigenza di avere una struttura amministrativa per l'elaborazione e il controllo della propaganda. Questa esigenza di continuare a svolgere l'attività propagandistica e culturale era da un lato il prodotto naturale della fine di un momento storico (dopo venti anni in cui la propaganda era stata usata per creare un clima di apparenza e illusorietà, era naturale che ci si affidasse ancora una volta agli strumenti propagandistici); dall'altro lato, era un modo con cui coloro che ancora erano fedeli al fascismo restavano legati al passato e si rifiutavano di accettare che l'esperienza fascista fosse ormai giunta alla fine.

## Ministri
| Ministro                                   | Ministro | Ministro                         | Partito                       | Governo           | Mandato           | Mandato         | Leg.    |
| Ministro                                   | Ministro | Ministro                         | Partito                       | Governo           | Inizio            | Fine            | Leg.    |
| ------------------------------------------ | -------- | -------------------------------- | ----------------------------- | ----------------- | ----------------- | --------------- | ------- |
| Ministro della stampa e propaganda         |          |                                  |                               |                   |                   |                 |         |
|                                            |          | Galeazzo Ciano (1903-1944)       | Partito Nazionale Fascista    | Mussolini         | 23 giugno 1935    | 11 giugno 1936  | XXIX    |
|                                            |          | Dino Alfieri (1886-1966)         | Partito Nazionale Fascista    | Mussolini         | 11 giugno 1936    | 27 maggio 1937  | XXIX    |
| Ministero della cultura popolare           |          |                                  |                               |                   |                   |                 |         |
|                                            |          | Dino Alfieri (1886-1966)         | Partito Nazionale Fascista    | Mussolini         | 27 maggio 1937    | 31 ottobre 1939 | XXIX    |
|                                            | XXX      | Dino Alfieri (1886-1966)         | Partito Nazionale Fascista    | Mussolini         | 27 maggio 1937    | 31 ottobre 1939 |         |
|                                            |          | Alessandro Pavolini (1903-1945)  | Partito Nazionale Fascista    | Mussolini         | 31 ottobre 1939   | 6 febbraio 1943 |         |
|                                            |          | Gaetano Polverelli (1886-1960)   | Partito Nazionale Fascista    | Mussolini         | 6 febbraio 1943   | 25 luglio 1943  |         |
| Ministero della cultura popolare della RSI |          |                                  |                               |                   |                   |                 |         |
|                                            |          | Ferdinando Mezzasoma (1907-1945) | Partito Fascista Repubblicano | Governo della RSI | 23 settembre 1943 | 25 aprile 1945  | nessuna |

### Esplicative
1. ↑  Una delle sue ultime decisioni fu la sostituzione dei direttori dei quotidiani nazionali compromessi col fascismo con nuovi direttori, nell'agosto 1943.
2. ↑  Questa espressione fu usata da Mussolini nel suo discorso Al Popolo Napoletano, che tenne a Napoli il 25 ottobre 1931 ed è conservato all'Archivio Storico Luce.
3. ↑  Ai primi del 1934, inoltre, Ciano tentò di assumere la direzione dei servizi radiofonici e nel giugno dello stesso anno chiese di assegnare al suo ufficio due esperti di radio e cinema.
4. ↑  Il discorso fu pronunciato da Pavolini presso la casa editrice Vallecchi e si trova in Archivio Centrale dello Stato, Minculpop, b. 118, f. 11, “Pavolini Alessandro”.
5. ↑  Secondo Turi Vasile, però, questo non impedì di propiziare la premiazione de La corona di ferro di Alessandro Blasetti alla 9ª Mostra internazionale d'arte cinematografica di Venezia (1941): "appena il film fu pronto Pavolini, ministro della cultura popolare, ne consentì la partecipazione alla Mostra di Venezia. Partecipava al concorso, poco internazionale per la verità, Ohm Kruger l'eroe dei Boeri diretto da Steinhoff e interpretato da Emil Janning che fu premiato come miglior film straniero. A Pabst per I commedianti andò il riconoscimento della migliore regia. A La corona di ferro fu assegnato, tra l'acclamazione del pubblico la Coppa Mussolini come miglior film italiano. Nel foyer affollato dopo la proiezione udì una voce alta e ferma in tedesco che si concluse con un «Heil Hitler!». Un nazista in divisa seguito da una scorta si allontanò con passo claudicante: era Goebbels il capo della propaganda tedesca. Alessandro Pavolini era rimasto impassibile e invitò la gente, allibita, a sfollare. Alla giovane tedesca che seguiva la mostra in qualità di giornalista-interprete chiesi la traduzione della frase che avevo appena udito. Esitò molto, poi cedette alle mie insistenze: «Ha detto che in Germania il regista di questo film sarebbe stato subito messo al muro»" (Turi Vasile, Quella «Corona» troppo pacifista offese il dr. Goebbels, Il Giornale, 23 agosto 2003).

### Bibliografiche
1. ↑   Minculpop, in Dizionario di storia, Roma, Istituto dell'Enciclopedia Italiana, 2010.
2. ↑   minculpòp, in Treccani.it – Vocabolario Treccani on line, Roma, Istituto dell'Enciclopedia Italiana.
3. ↑  Cannistraro 1975, p. 17.
4. ↑  Cannistraro 1975, pp. 70-71.
5. ↑  Cannistraro 1975, pp. 74-75.
6. ↑  Cannistraro 1970, p. 173.
7. ↑  Garzelli 2002, pp. 508-509.
8. ↑  Archivio Centrale dello Stato, Minculpop, Gabinetto, b. 4, fasc. 15, cit., Propaganda delle realizzazioni del regime, appunto, firmato Spinetti
9. ↑  Cannistraro 1975, pp. 89-90.
10. ↑  Cannistraro 1975, p. 97.
11. ↑  Garzelli 2002, pp. 512-513.
12. ↑  Garzelli 2002, p. 514.
13. ↑  Cannistraro 1975, p. 103.
14. ↑  Garzelli 2002, p. 480.
15. 1 2  Ferrara e Giannetto 1992, p. 41.
16. 1 2  Ferrara e Giannetto 1992, p. 38.
17. 1 2  Cannistraro 1975, p. 107.
18. ↑  Ferrara e Giannetto 1992, p. 43.
19. ↑  Cannistraro 1975, p. 111.
20. ↑  Cannistraro 1975, p. 117.
21. ↑  Cannistraro 1975, p. 116.
22. 1 2  Cannistraro 1975, p. 124.
23. ↑  Cannistraro 1975, p. 121.
24. ↑  Cannistraro 1975, pp. 121-122.
25. ↑  Cannistraro 1975, pp. 127-128.
26. ↑  Ferrara e Giannetto 1992, pp. 35-36.
27. ↑  Cannistraro 1975, p. 131.
28. 1 2  Cannistraro 1975, p. 130.
29. ↑  Garzelli 2002, p. 512.
30. 1 2  Cannistraro 1975, p. 132.
31. ↑  Ferrara e Giannetto 1992, p. 51.
32. 1 2  Ferrara e Giannetto 1992, p. 40.
33. ↑  Ferrara e Giannetto 1992, p. 36.
34. 1 2 3 4  Ferrara e Giannetto 1992, p. 37.
35. ↑  Cannistraro 1975, p. 133.
36. 1 2  Potenziamento e disciplina delle attività culturali, in “Critica fascista”, 15 febbraio 1940.
37. ↑  Cannistraro 1975, p. 136.
38. 1 2  Cannistraro 1975, p. 137.
39. 1 2  Cannistraro 1975, p. 140.
40. ↑  Cannistraro 1975, p. 147.
41. ↑  Cannistraro 1975, p. 148.
42. ↑  Cannistraro 1975, p. 156.
43. ↑  Cannistraro 1975, p. 151.
44. ↑  Cannistraro 1975, p. 154.
45. 1 2  Cannistraro 1975, p. 158.
46. ↑  Cannistraro 1975, pp. 164-165.
47. ↑  Cannistraro 1970, p. 190.
48. ↑  Tranfaglia 2005, p. XX.
49. ↑  D'Angelo 2003, p. 158.
50. 1 2  D'Angelo 2003, p. 159.
51. ↑  Tranfaglia 2005, p. XVIII.
52. ↑  Tranfaglia 2005, p. XVI.
53. ↑  Tranfaglia 2005, pp. XVII e XXV.
54. ↑  D'Angelo 2003, p. 160.
55. ↑  D'Angelo 2003, p. 161.
56. ↑  D'Angelo 2003, p. 163.
57. 1 2  Cannistraro 1975, p. 325.
58. ↑  Cannistraro 1970, p. 191.
59. 1 2  Cannistraro 1970, p. 192.
60. ↑  Cannistraro 1970, pp. 192-193.
61. ↑  Cannistraro 1975, p. 350.